# Eparquía de Tmutarakan
La eparquía de Tmutarakan o de Tamatarkha (en ruso: Тмутарака́нская епа́рхия) fue una circunscripción eclesiástica de la Iglesia ortodoxa de Constantinopla en la actual Rusia. Se trataba de una eparquía o arquidiócesis bizantina.  

## Territorio y organización
La eparquía extendía su jurisdicción sobre los fieles de rito bizantino residentes en la península de Tamán.
La sede de la eparquía se encontraba en la ciudad de Tmutarakan, que fue conocida en época bizantina como Tamatarkha y en italiano como Matrega. 

## Historia

### Período temprano
Se desconoce prácticamente todo sobre la organización eclesiástica en Tamán durante los primeros siglos del cristianismo. La diócesis más antigua de la región, la arquidiócesis de Bósforo, conocida desde la década de 320, se ubicaba en la costa de Crimea del estrecho de Kerch y probablemente extendía su autoridad hasta la orilla opuesta, la de Tamán. Una sola mención de una sede episcopal en Fanagoria, vecina de Hermonassa, data del siglo VI: entre las firmas de los participantes en el Concilio de Constantinopla de 518 se encuentra la del obispo fanagorio Juan. Es posible que la sede fanagoria fuera el centro de una diócesis en aquella época, que podría haber incluido Hermonassa.
Los restos de una parte de un relieve que representa un ángel y el capitel de una primitiva columna de mármol bizantina encontrados sugieren la existencia de una basílica cristiana en Hermonassa en el siglo V.
Una interesante hipótesis sobre el origen de la diócesis de Hermonassa-Tamatarkha fue propuesta por Vasili Vasilievski. Cuando en 548 los godos de Crimea pidieron al emperador Justiniano I el nombramiento de un obispo, tenían en mente Tamatarkha, ya que Fanagoria en ese momento, como escribe Procopio de Cesarea, estaba destruida. En otras palabras, según Vasilievski, el inicio de la diócesis de Tamatarkha podría haber sido el traslado del centro diocesano desde la dañada Fanagoria a mediados del siglo VI. Sin embargo, a principios del siglo VII, entre las sedes de la región septentrional del mar Negro, no se encuentra ni Fanagoria ni Tamatarkha. Se mencionan tres diócesis: Quersoneso, Bósforo y Nikopsía o Zechia.
La primera mención de la diócesis de Tamatarkha data de finales del siglo VIII-principios del siglo IX en la llamada Notitia de Boor. En la lista de diócesis del patriarcado de Constantinopla, figura como parte del metropolitanato de Gotia y ocupa el último lugar, el séptimo entre sus obispados. Todas las diócesis enumeradas se encuentran en las tierras del Kanato de Jazaria. Se menciona como Τυμάταρχα. Sin embargo, en las siguientes notificaciones, la diócesis de Tamatarkha desaparece junto con su metrópolis. Según V. A. Moshin, la vasta metrópolis gótica, que se extendía hasta Atil (o Itil) en la desembocadura del río Volga, fue creada con fines misioneros, pero el proyecto no tuvo éxito y fue abolida.
No se sabe nada más de la diócesis de Tamatarkha hasta finales del siglo IX y principios del X. Se menciona de nuevo en el estatuto del emperador León VI el Sabio «Sobre el orden de las Iglesias metropolitanas sujetas al patriarca de Constantinopla», en el lugar 39.
Tal vez, en el título de Βαάνις των Μαστραβον, que participó en el Concilio de Constantinopla de 879-880, debería leerse Μάτραχον; al menos, no hay otra explicación para esta entrada.
En el siglo X, después de la derrota del kanato jázaro y la eliminación de la administración jázara como resultado de las campañas de Sviatoslav I de Kiev en los años 960, Tamatarkha se convirtió en el centro del arzobispado de Zechia efectivamente restaurado y en varios documentos se lo llama Tamatarkha o Tamatarkha y Zechia.

### Diócesis de Tamatarkha y Zechia
En la Notitia de la época del emperador Juan I Tzimisces (969-976), en lugar de la arquidiócesis de Zechia, aparece la arquidiócesis autocéfala de Tamatarkha y Zechia (ο Ματράχων ητοι Ζικίας). Es decir que las diócesis se unificaron y la sede se transfirió de Nikopsía a Tamatarkha. La diócesis de Zechia desaparece de las listas de principios del siglo X, lo que, según V. A. Moshin, significa que ya existía una diócesis unificada en ese entonces.

### Período de la Rus
Tras las campañas de Sviatoslav contra Jazaria y la destrucción del kanato jázaro, así como tras la campaña de Vladimiro I de Kiev contra Korsun (o Quersoneso) en 987-989, Tamatarkha estuvo bajo el control de príncipes de la Rus de Kiev durante más de 100 años. Sin embargo, no hay motivos para suponer la existencia de la diócesis de Tmutarakan del metropolitanato de Kiev y toda la Rus en aquel entonces. En aquel entonces, existía en Tmutarakan una arquidiócesis autocéfala, es decir, según la época, directamente subordinada al patriarcado de Constantinopla. Resulta inapropiado suponer una reducción del estatus de la diócesis y su subordinación al recién establecido metropolitano de Kiev. También es incorrecto suponer la existencia de una diócesis de la Rus "paralela". Esto significaría un cisma, pero los metropolitanos de Kiev, con la excepción del breve período de Hilarión en la cátedra de Kiev, eran griegos, y difícilmente lo habrían permitido. La única conclusión posible es que durante todo este tiempo ha existido en Tmutarakan una arquidiócesis autocéfala del patriarcado de Constantinopla, y sus primados eran nombrados desde Constantinopla.
En total, durante este período, solo se mencionan tres señores de Tamatarkha. Se trata del arzobispo Antonio, conocido por las oraciones encontradas en griego. Se ha determinado que su primado se remonta a los años 1040 y 1050. Se menciona a un arzobispo desconocido de la segunda mitad del siglo XI. Se conoce al "obispo de Tmutarakan" Nicolás, monje del monasterio de las Cuevas de Kiev. Se lo menciona dos veces en el Patericon de las Cuevas de Kiev. Una vez, entre los monjes tonsurados del monasterio que se convirtieron en obispos (carta de Simón a Policarpo). La segunda vez, en la vida de Nikita el Recluso. Aquí se le menciona entre los monjes del monasterio que oraron por Nikita. Por lo tanto, Nicolás era uno de los habitantes más influyentes del monasterio de las Cuevas. Este momento puede fecharse, y se puede afirmar que en 1078 Nicolás se encontraba en Kiev, en su monasterio.
La aparición de un obispo de la Rus en la sede de una ciudad fuera de la Rus de Kiev parece improbable para muchos. V. A. Moshin sugiere dos posibles soluciones a este problema: o Nicolás fue nombrado por voluntad del príncipe rus durante la ausencia del jerarca griego, o Nicolás fue nombrado directamente por Constantinopla. La segunda opción parece preferible al investigador. En realidad, es improbable que el príncipe rus de esta ciudad multitribal tuviera la oportunidad de disponer de la sede episcopal a su manera. En ciertas circunstancias, Constantinopla bien podría haber nombrado obispo a un monje rus.
El momento más probable del episcopado de Nicolás es el segundo reinado de Oleg I de Chernígov (1083-1094). En 1079, Oleg fue capturado por los jázaros locales y entregado a las autoridades bizantinas. Sin embargo, tras el exilio a la isla de Rodas, regresó en 1083, aparentemente con la fuerza militar. Sin la voluntad de Constantinopla, el regreso triunfal de Oleg habría sido imposible, y debe asumirse que se le impusieron ciertas obligaciones. Oleg probablemente regresó como gobernador bizantino. Una confirmación indirecta de esto es el hecho de que después de su partida en 1094, Tmutarakan ya no se menciona en las crónicas rus, y después de un tiempo el Imperio recuperó el control sobre ella. Es posible que esta sea la época en que Nicolás ocupó la sede arzobispal. Durante este período, las arquidiócesis de Matrega y Zechia (1084-1095) se vuelven a mencionar por separado. En documentos posteriores ya no se menciona la diócesis independiente de Matrega.
Los resultados de las excavaciones mostraron que, incluso en el período rus, la población de Tamatarkha conservó su composición multinacional, compuesta por griegos, jázaros, kasogs, zikhs y judíos, y que la comunidad eslava no ocupaba una posición significativa. En este sentido, se sugirió que cada comunidad tenía sus propios pastores, nombrados por sus obispos: la comunidad local, por el obispo de Tamatarkha, y la comunidad rus, por la de Rus. La inscripción en grafiti hallada en los muros de la Catedral de Santa Sofía, en Kiev, sugiere que al menos una parte de la población local podría haber sido feligrés de iglesias rus y haber dominado el idioma. El autor de la inscripción se autodenomina Dedil'ts-Kasog y Tmutarakanets.

### Nikon de las Cuevas y el monasterio de la Santa Madre de Dios

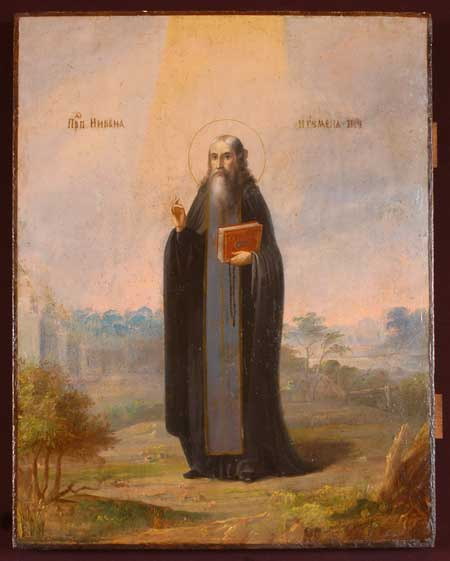
San Nikon de las Cuevas

Uno de los fundadores del monacato rus y figura clave en la escritura de crónicas rus, san Nikon de las Cuevas, residió en Tmutarakan durante largos períodos en dos ocasiones: la primera, de 1061 a 1067, y la segunda, de 1073 a 1077. Se sabe que abandonó Kiev debido a un desacuerdo con el gran príncipe Iziaslav. Se desconocen otras circunstancias de la partida de Nikon de Kiev. San Nikon fundó un monasterio en nombre de la Santa Madre de Dios cerca de Tmutarakan. El Patericon de Kiev-Pechersk informa lo siguiente: «El Gran Nikon fue a la isla de Tmutarakan, y allí encontró un lugar puro cerca de la ciudad y se estableció. Y por la gracia de Dios, ese lugar creció, y en él se construyó la Iglesia de la Santa Madre de Dios; y el monasterio se hizo famoso, y aún se conserva, y el ejemplo de este Monasterio de las Cuevas».
«Priklad» significa «granja». En otras palabras, el monasterio de Nikon era una granja del monasterio de las Cuevas de Kiev y, por lo tanto, estaba bajo la jurisdicción del metropolitano de Kiev. No existe más información sobre el monasterio de Tmutarakan de la Santa Madre de Dios, su estructura, habitantes ni ubicación exacta. Sin embargo, el asentamiento del siglo XI excavado en 2005 en el monte Zelenskaya, cerca de Tamán, bien podría ser el monasterio de San Nikon.
De interés para la historia de la Iglesia de Tamatarkha es una losa de mármol con una inscripción en griego encontrada en Tamán a principios del siglo pasado. Desafortunadamente, la ubicación y las circunstancias del hallazgo siguen siendo desconocidas. Aparentemente, la losa fue empotrada en una pared, posiblemente de una iglesia. La inscripción en la losa relata la muerte del monje Ioaniky, quien es llamado οικοδόμος, que puede entenderse tanto como el constructor del monasterio como como el fundador. De la inscripción se desprende claramente que Ioaniky vivió y murió dentro de los muros del monasterio que construyó. Se da la fecha exacta de la muerte del monje (hasta la hora): 23 de octubre de 1078. Aparentemente, era griego. E. Ch. Skrzhinskaya sugiere que se trata del monasterio de la Madre de Dios de San Nikon. De hecho, la construcción del monasterio mencionado en la placa no pudo haber tenido lugar más de unas décadas después de la fecha de fallecimiento y, en cualquier caso, corresponde al período rus. Según el investigador, en estos lugares, poco propicios para las actividades monásticas, no pudo haber un gran número de monasterios. Además, la participación de griegos en la construcción de iglesias es una práctica común. Por lo tanto, la suposición sobre la participación de Ioanniky en la construcción del monasterio es bastante plausible.

### Iglesia de la Santa Madre de Dios
En 1022, tras la famosa victoria sobre el príncipe Rededey, de Kassoz, el príncipe Mstislav de Chernígov ordenó la construcción de la iglesia de la Santa Madre de Dios. Los cimientos de la iglesia fueron descubiertos y excavados por B. A. Rybakov en la década de 1950. El templo tenía unas dimensiones de 16.5 × 10.65. Debido a la destrucción, es difícil determinar cuántos ábsides tenía. La tecnología para la formación de los cimientos es similar a la empleada en la construcción de la iglesia del Diezmo en Kiev. Con la excepción de algunos hallazgos modestos que indican la existencia de una basílica medieval temprana en Hermonassa, esta es la única iglesia descubierta en el territorio del asentamiento.

### Último período
Incluso durante el reinado del príncipe Oleg Svyatoslavich, la arquidiócesis estaba dividida en Zechia, con su centro en Nikopsía y Matrega. Pero durante el reinado del patriarca de Constantinopla Lucas Chrysoverges (1156-1169), se menciona como parte de la arquidiócesis de Gotia-Matrega. La diócesis de Zechia (sin Matrega) fue mencionada bajo Angeli (siglo XII-principios del XIII). En el siglo XIII se menciona la diócesis de Zechia-Matrega, que pronto se convirtió en un metropolitanato. Desde 1318 se ha mencionado en las fuentes un metropolitanato independiente de Zechia con el título de "Zechia-Matrega". La información más reciente sobre el metropolitanato de Zechia y Matrega se remonta a finales del siglo XIV: en 1396, se menciona al metropolitano Joseph.

### Arquidiócesis católica de Matrega
A mediados del siglo XIV se estableció una diócesis católica paralela en Matrega, llamada así por el nombre italiano de la ciudad de Tmutarakan: Matrega. Esto fue precedido por una activa labor misionera de predicadores católicos y la penetración de representantes de las repúblicas católicas italianas de Venecia y Génova en la región septentrional del mar Negro. El catolicismo fue adoptado principalmente por la nobleza circasiana.
En 1349 el primer arzobispo católico de Matrega fue el franciscano Giovanni di Zechia, de origen circasiano. Se sabe que Giovanni di Zechia falleció en 1376. Se desconoce quién ocupó la sede después de él y cuál fue su destino. Desde 1419 Matrega se convirtió en signoria italiana. Hasta 1482 fue propiedad de representantes de la aristocrática familia genovesa católica de los Ghisolfi.

## Episcopologio
- Antonio † (décadas de 1030 y 1050)[nota 9]
- Nikolai Tmutarakansky † (finales del siglo XI-principios del siglo XII)[nota 10]
- Anónimo † (mencionado en 1169)
- Constantino † (siglo XII)[nota 11]
- Teodosio † (finales del siglo XII)
- Anónimo † (mencionado en 1276)[nota 12]
- Vasili † (mencionado en 1285)
- Anónimo † (mencionado en 1310)[nota 13]
- Anónimo † (mencionado en 1317-1318)[nota 14]
- Calínico † (1344-1346/1347)
- Anónimo † (mencionado en 1365)[nota 15]
- Nikodim † (mencionado en 1394) (metropolitano)
- José † (mencionado en 1396) (metropolitano)